# Município de Canfield (condado de Mahoning, Ohio)
Localização do Ohio nos E.U.A.
O município de Canfield (em inglês: Canfield Township) é um local localizado no condado de Mahoning no estado estadounidense de Ohio. No ano 2010 tinha uma população de 16164 habitantes e uma densidade populacional de 240,24 pessoas por km².

## Geografia
O município de Canfield encontra-se localizado nas coordenadas 41° 01′ 34″ N, 80° 45′ 38″ O. Segundo o Departamento do Censo dos Estados Unidos, o município tem uma superfície total de 67.28 km², da qual 66.65 km² correspondem a terra firme e (0.94%) 0.63 km² é água.

## Demografia
Segundo o censo de 2010, tinha 16164 pessoas residindo no município de Canfield. A densidade de população era de 240,24 hab./km².